# Las Vegas (Fernsehserie)
Las Vegas ist eine US-amerikanische Fernsehserie von Drehbuchautor Gary Scott Thompson (The Fast and the Furious). Die Serie wurde von September 2003 bis Februar 2008 vom Fernseh-Network NBC ausgestrahlt.
Las Vegas ist ein Gemeinschaftsprojekt von NBC Universal Television und DreamWorks Television. Kreativer Kopf ist Gary Scott Thompson. Als Produzent wurde unter anderem Gardner Stern (CSI, Law & Order) verpflichtet. Als Kulisse für das fiktive Hotel Montecito dient das Mandalay Bay, des Weiteren wird in Los Angeles gedreht. Bezeichnend für den Stil der Serie sind schnelle, flüssige Kamerafahrten und ein entsprechender Schnitt, wie sie unter anderem auch in der Serie CSI eingesetzt werden. Ebenso werden oft mehrere Handlungsstränge parallel erzählt.
NBC setzte die Serie nach insgesamt fünf Staffeln und 106 Folgen ab.

## Handlung

### 1. Staffel
Handlungsort ist das fiktive Hotel und Casino Montecito in der amerikanischen Stadt Las Vegas.
Die erste Staffel beginnt damit, dass Ed Deline (James Caan), der Sicherheitschef des Hotels, seine Tochter Delinda (Molly Sims) und seine rechte Hand Danny McCoy (Josh Duhamel) zusammen im Bett ertappt. Die beiden sind ein Paar, was „Big Ed“ auf die Palme bringt, da er seine Tochter kennt und Angst hat, sie könne Danny verletzen, auch wenn er es genau andersherum ausdrückt. Später trennt sich Delinda von Danny, doch sie bleiben Freunde. Mary Connell (Nikki Cox), Dannys Freundin seit Kindertagen, freut dies, da sie schon immer in ihn verliebt war. Nessa Holt (Marsha Thomason) ist die Adoptivtochter von Ed Deline. Dieser hat sie aufgenommen, nachdem ihr leiblicher Vater, sein damaliger CIA-Partner, starb. Samantha Jane Marquez (Vanessa Marcil) ist die Casinohostess des Montecito. Sie ist eine nach außen hin stark wirkende Karrierefrau, die allerdings eine Mauer aufgebaut hat, da sie in ihrem bisherigen Leben sehr viel durchmachen musste. Mike Cannon (James Lesure) ist zunächst einer der Wagenparker des Hotels, wird aber immer wieder auf Grund seines MIT-Studiums in technischen Fragen von Ed und Danny rekrutiert, bis er am Ende der Staffel komplett in die Sicherheitsabteilung wechselt. Später wird Ed zum Geschäftsführer des Montecito befördert, während Danny Eds alten Posten übernimmt.

### 2. Staffel
Danny kommt von seinem Einsatz bei den Marines zurück, bei dem er im Irak mit einem Feuerbefehl auf die eigenen Koordinaten (Danger Close) den Feind zurückschlagen konnte und dabei alle Soldaten seiner Einheit außer ihm selbst starben. Danny hat sich verändert und wird mit den Ereignissen im Irak nicht fertig. Erst als Ed, der in seiner Zeit bei der CIA ähnliche Erfahrungen machen musste, Danny einen Psychologen empfiehlt und Danny den Rat annimmt, wird er wieder der Alte. In dieser Zeit macht Danny Mary auch einen Heiratsantrag, die ihn vorerst annimmt, sich aber nach der Hälfte der Staffel wieder von ihm trennt, da die beiden nie wirklich zusammen sind und auch keine Verabredungen haben. Am Ende der Staffel beginnen schließlich Mike, nach langer Suche nach der Richtigen, und Nessa eine Affäre. Nessa bekommt immer wieder Hinweise, dass ihr Vater doch noch leben könnte. Zum Schluss der Staffel macht sie sich auf nach London, um sich mit ihrem Vater zu treffen und ein neues Leben anzufangen. Delinda begleitet sie dabei, da sie sich mit ihrem Vater streitet und er sie nicht begleitet. Auch Danny hat Probleme, da sein Vater überraschend bei einem Autounfall ums Leben kommt.
Schließlich wird das Montecito von einem unbekannten neuen Besitzer übernommen, der es komplett neu aufbauen will.

### 3. Staffel
Wie auch zwischen der ersten und der zweiten Staffel beginnt die dritte mit einem größeren Zeitsprung. Das neue Montecito ist bereits fertiggestellt und steht kurz vor der Eröffnung. Die neue Inhaberin Monica (Lara Flynn Boyle) möchte Danny, der mittlerweile die Baufirma seines Vaters führt, als Sicherheitschef zurückgewinnen. Nach anfänglicher Ablehnung lässt sich Danny schlussendlich doch auf das Angebot ein. Danny holt Mike und Sam zurück. Delinda und Mary hingegen wollen nicht wieder im Montecito arbeiten, da Delinda noch Abneigung gegen ihren Vater hegt und Mary ihr Leben mit ihrem neuen Freund genießt. Im Verlauf der Episoden kommen allerdings beide wieder zurück, somit ist das alte Team, bis auf Nessa, wieder vereinigt.
Unerwartet stirbt später die neue Besitzerin des Montecitos, die Ed gefeuert hat und auch den anderen eine Menge Ärger bereitete, indem sie vom Dach des Montecitos stürzt. Sams Mann Casey Manning (Dean Cain) eignet sich das Montecito an. Er will Sam zurückgewinnen, aber er möchte auch Geld verdienen, da er ein erfolgreicher Geschäftsmann ist und sein Geld weiter vermehren möchte.
Als Delinda ihren Ex-Freund aus dem College wieder trifft, sich in ihn verliebt und heiraten möchte, merkt Danny, dass er eigentlich mehr für Delinda empfindet, als er sich eingestehen möchte. Delinda ist sich nicht sicher, ob sie das Richtige tut. Am Ende der Staffel öffnet Ed die Tür seines Apartments und wird von einem Unbekannten angeschossen.

### 4. Staffel
Gerade als Delinda Danny ihre Liebe gestehen möchte, wird dieser angefunkt und von dem Schuss informiert. Danny rennt sofort zu Eds Apartment, um den Unbekannten zu überwältigen und Ed ins Krankenhaus zu bringen. Dort angekommen wartet er noch auf Delinda, Jillian Deline (Cheryl Ladd) und den Verlobten von Delinda. Hier wird nun endgültig für alle Beteiligten klar, was Danny und Delinda füreinander empfinden. Währenddessen wird Ed wieder von den CIA-Agenten, die ihm bereits zum Schluss der 3. Staffel aufgesucht haben, besucht und befragt. Ed ist daraufhin, nach seinem Krankenhausaufenthalt, unterwegs und sucht den vermeintlichen Terroristen.
Danny und Delinda kommen endgültig zusammen und werden von Mary gemieden, da diese auf beide sauer ist. Im weiteren Handlungsverlauf müssen Danny und Delinda eine Entführung Delindas überstehen, die damit endet, dass Danny sie rettet. Des Weiteren wird Delinda zum Ende der Staffel schwanger, was sie Danny allerdings nicht sagen will, da sie glaubt, Danny sei immer noch bzw. wieder in Mary verliebt. Danny unterstützt bzw. beschützt Mary, weil sie in einem Prozess gegen ihren Vater aussagen muss, der sie in ihrer Jugend missbraucht hat und dies wieder mit seinen jetzigen Kindern tun wollte oder getan hat. Allerdings wird ihr Vater freigesprochen, woraufhin Mary in ein Loch fällt, trinkt und sich einen Revolver besorgt. Die Staffel endet damit, dass Mary, Danny und Ed unabhängig voneinander gleichzeitig auf den Vater von Mary schießen, das Montecito ausgeraubt wird, sich ein ehemaliger Marinekamerad von Danny, der psychisch gestört ist, im Montecito in die Luft sprengt, während Delinda bei ihm ist, und Sam von einem Mörder und Vergewaltiger in einen Koffer eingesperrt nach Übersee entführt wird.

### 5. Staffel
Am Anfang der fünften Staffel erzählt Sam demselben Psychologen, bei dem Danny nach seinem Irakeinsatz war, sowie Delinda nach ihrer Entführung, was eigentlich nach dem Ende der vierten Staffel passiert ist. So stellt sich heraus, dass Mary und Ed auf den Vater von Mary geschossen haben, allerdings nicht Danny. Dieser fährt, nachdem er die Sprengung im Inneren des Montecitos gesehen hat, sofort dorthin, da er vorher noch einen Anruf von Delinda erhalten hat, die sich im selben Zimmer wie der Selbstmörder befindet. Er sucht auf dem Flur, wo sich sein alter Kamerad in die Luft gejagt hat, jedoch erklärt ihm ein Feuerwehrmann, dass hier niemand mehr am Leben sei. Unbeirrt davon setzt er seine Suche fort, findet Delindas Mobiltelefon und durchsucht den Wäschewagen, wo er sie schließlich auch findet. Sie sagt ihm, dass sie schwanger sei. Mary taucht unter, und man erhält nur einmal kurz einen Hinweis, dass sie noch am Leben und auf freiem Fuß ist. Ed, begleitet von seiner Frau Jillian, taucht ebenfalls später unter, nachdem herausgekommen ist, dass er und Mary als einzige die Möglichkeit hatten, auf den Vater von Mary zu schießen. Der Treffer endete tödlich. Somit ist der Weg frei, um A.J. Cooper (Tom Selleck) als neuen Eigner des Montecitos und Piper Nielsen (Camille Guaty) in die Serie einzuführen.
Der weitere Verlauf ist davon geprägt, dass Cooper seinen Angestellten immer wieder neue Ideen abverlangt, um das Montecito von Las Vegas-Casinos herauszustellen. Allerdings unterstützt er, wie zuvor „Big Ed“ Deline, seine Angestellten in jeder Lebenslage und weiß immer einen Rat oder eine Lösung. Mike und Piper wollen heiraten, und Danny und Delinda schließen sich an, womit eine Doppelhochzeit zustande käme. Aber ein Flugzeugabsturz des Montecito-Jets, bei dem Cooper angeblich an Bord ist, überschattet die Ereignisse; aus der Doppelhochzeit wird kurzerhand eine Trauerfeier.  Auf der Trauerfeier taucht der totgeglaubte Cooper auf einmal wieder auf und fragt, was denn los sei. Gerade als alle erstaunt nach hinten auf ihn schauen, fängt Delinda an zu schreien und sagt nur, dass etwas mit dem Baby nicht stimme. Als sie ihre Hände von ihrem Bauch nimmt, sind diese voller Blut. Danny rennt zu ihr hinunter. Damit „endet“ die fünfte Staffel unvollendet mit lediglich 19 statt der ursprünglich 22 geplanten Episoden.

## Charaktere

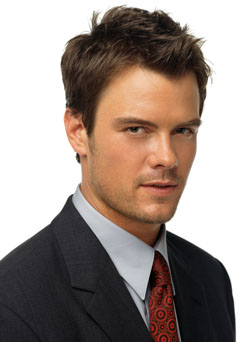
Josh Duhamel spielt Danny McCoy

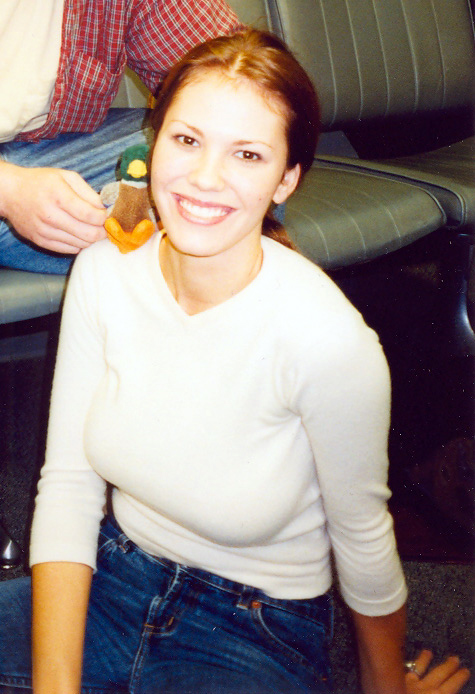
Nikki Cox spielte von Staffel 1 bis 4 Mary Connell

- Danny McCoy ist ein ehemaliger Marine, der in Las Vegas geboren wurde und auch dort aufwuchs. Er war Ed Delines Lehrling und wurde später zum Sicherheitschef des Casinos und nach Ed Delines Abgang zum Geschäftsführer. Seine Figur erzählt die Geschichte der Serie in den ersten Episoden.
- Nessa Holt, auch „Die Eiskönigin“ genannt, wurde in Manchester in England geboren und ist bei den Delines aufgewachsen, nachdem ihr Vater angeblich bei einem CIA-Einsatz ums Leben kam. Sie ist der beste pit boss von Las Vegas. Ihre Vergangenheit ist verworren. Ende der zweiten Staffel verlässt sie Las Vegas Richtung England, da sie dort eine Halbschwester hat, von der sie bisher nichts wusste.
- Mary Connell  stammt aus Las Vegas und fungiert im Montecito als Special Events Director. Sie war zeitweise mit Danny McCoy verlobt. In den ersten Staffeln war ihre Rolle im Casino unscharf, erst in späteren Episoden wurde ihre Rolle präzisiert und zu Beginn der dritten Staffel arbeitet sie als Hotel Manager. In der fünften Staffel spielt sie nicht mehr mit, da sie von der Polizei wegen Mordes gesucht wird.
- Edward 'Big Ed' Melvin Deline ist ein ehemaliger Agent der CIA und vormals Sicherheitschef des Montecito. Als Geschäftsführer leitet er bis zum Beginn der fünften Staffel das Hotel. Dann taucht er unter und A. J. Cooper wird Besitzer des Hotels.
- A.J. Cooper  ist seit der fünften Staffel der neue Besitzer des Montecito und wie Danny ein ehemaliger Marine, der u. a. in Vietnam gedient hat.
- Sam Marquez  lebt in einer Suite des Casinos. Ihre Aufgabe ist es, wohlhabende Geschäftsleute ins Montecito zu locken und diesen jeden Wunsch zu erfüllen, damit sie zum Spielen animiert werden. Sie ist die Casinohostess des Montecito.
- Delinda Deline ist die Tochter von Ed Deline und war zeitweise mit Danny liiert. Sie wird später zum Manager des Mystique, eines erfolgreichen Restaurants im Montecito. In der vierten Staffel kommt sie wieder mit Danny zusammen und wird sogar von ihm schwanger.
- Mike Cannon ist Dannys bester Freund und war lange Zeit der Leiter des Parkservice, später wechselt er in die Sicherheitsabteilung des Casinos. Er hat am Massachusetts Institute of Technology Maschinenbau studiert. Er ist der Elektronikspezialist des Casinos und lässt sich immer wieder Mittel und Wege einfallen, Betrügern auf die Schliche zu kommen. Nach Dannys Beförderung übernimmt er die Leitung der Sicherheitsabteilung.

## Besetzung und Synchronisation

### Hauptdarsteller
| Rollenname                  | Schauspieler    | Hauptrolle (Staffeln) | Nebenrolle (Staffeln) | Gastrolle (Staffeln) | Synchronsprecher   |
| --------------------------- | --------------- | --------------------- | --------------------- | -------------------- | ------------------ |
| Danny McCoy                 | Josh Duhamel    | 1.01–5.19             |                       |                      | Dennis Schmidt-Foß |
| Ed Deline                   | James Caan      | 1.01–4.17             |                       | 5.01                 | Bodo Wolf          |
| Nessa Holt                  | Marsha Thomason | 1.01–2.24             |                       |                      | Judith Brandt      |
| Mary Connell                | Nikki Cox       | 1.01–4.17             |                       | 5.01                 | Schaukje Könning   |
| Samantha Jane „Sam“ Marquez | Vanessa Marcil  | 1.01–5.19             |                       |                      | Ulrike Stürzbecher |
| A.J. Cooper                 | Tom Selleck     | 5.01.-5.19            |                       |                      | Norbert Langer     |
| Delinda Deline              | Molly Sims      | 1.01–5.19             |                       |                      | Bianca Krahl       |
| Mike Cannon                 | James Lesure    | 1.01–5.19             |                       |                      | Nicolas Böll       |

### Nebendarsteller
| Rollenname      | Schauspieler       | Auftritte (Staffeln) | Synchronsprecher   |
| --------------- | ------------------ | -------------------- | ------------------ |
| Mitch Sassen    | Mitch Longley      | 1–5                  | Matthias Klages    |
| Jillian Deline  | Cheryl Ladd        | 1–5                  | Monica Bielenstein |
| Luis Perez      | Guy Ecker          | 1–2                  |                    |
| Gunther         | Harry Groener      | 1–3                  |                    |
| Polly           | Suzanne Whang      | 2–5                  |                    |
| Casey Manning   | Dean Cain          | 2–3                  | Michael Deffert    |
| Sarasvati Kumar | Lakshmi Manchu     | 2–3                  |                    |
| Kathy Berson    | Rikki Klieman      | 3–5                  |                    |
| Monica Mancuso  | Lara Flynn Boyle   | 3                    | Claudia Urbschat   |
| Erika           | Anna Pheil         | 3–5                  |                    |
| Shannon         | Malaya Rivera Drew | 4–5                  |                    |
| Piper Nielsen   | Camille Guaty      | 5                    | Vera Teltz         |

### Gastauftritte
In der Serie haben diverse Größen des amerikanischen Showbusiness Gastauftritte, etwa Jon Bon Jovi, The Black Eyed Peas, Paris Hilton, Brooks & Dunn, Snoop Dogg, Jean-Claude Van Damme, Pussycat Dolls, Sylvester Stallone, Alec Baldwin, Ashanti Douglas, Wolfgang Puck, Rihanna, Hugh Hefner, Terry Bradshaw, JC Chasez, Rachael Leigh Cook, Elliott Gould, Brian Austin Green, Jill Hennessy, James Hong, Dennis Hopper, Kathryn Joosten, Jon Lovitz, Christian Kane, Dominic Keating, Gladys Knight, Jerry O’Connell, Robert Wagner, James Blunt, Michael Bublé, Dennis Rodman, Ne-Yo, Everlast und viele mehr.
Des Weiteren haben einige Pokerprofis wie Phil Ivey und Chris Ferguson einen Gastauftritt.

## Ausstrahlung im deutschsprachigen Raum
Die erste Staffel startete am 11. Januar 2006 auf ProSieben.
Nach nur sechs Episoden wurde die Serie wegen zu geringer Einschaltquoten abgesetzt und die letzte Folge am 15. Februar 2006 gesendet.
Eine unvollständige Auflistung gemessener Einschaltquoten und Marktanteile veranschaulicht die folgende Tabelle:
| Datum           | Zuschauer | Zuschauer       | Marktanteil | Marktanteil     | Quelle |
| Datum           | Gesamt    | 14 bis 49 Jahre | Gesamt      | 14 bis 49 Jahre | Quelle |
| --------------- | --------- | --------------- | ----------- | --------------- | ------ |
| 11. Januar 2006 | 1,49 Mio. | 1,17 Mio.       | 4,6 %       | 8,5 %           | [ 3 ]  |
| 18. Januar 2006 | 1,26 Mio. | 0,95 Mio.       | 3,9 %       | 6,9 %           | [ 5 ]  |
| 25. Januar 2006 | 1,33 Mio. | 1,06 Mio.       | 4,2 %       | 7,6 %           | [ 6 ]  |
| 8. Februar 2006 | –         | –               | –           | 7,4 %           | [ 4 ]  |

Ab August 2007 wurde die Serie von Kabel eins wiederholt, jedoch im Mai 2008 ebenfalls abgesetzt. In Österreich wurden die ersten vier Staffeln der Serie zwischen dem 30. Januar 2006 und 14. Januar 2008 auf ORF 1 ausgestrahlt und danach wiederholt; die fünfte folgte ab 15. Dezember 2008. Ende März 2007 ist die erste Staffel in deutscher Synchronisation im Handel erschienen, die zweite Staffel ist seit dem 27. September 2007 erhältlich.

## Bemerkungen
- Es gibt fünf Crossover-Folgen mit der Serie Crossing Jordan – Pathologin mit Profil.
- Das Set des Montecito befindet sich in Culver City, Kalifornien.
- In der Fernsehserie Heroes ist ein Teil der Hauptdarsteller im Montecito zu sehen.
- In der neuen Fernsehserie Knight Rider handeln einige Szenen im Montecito.
- In der vierten Staffel benutzt Ed Deline den Decknamen Alan Traherne. So heißt James Caans Rolle im Filmklassiker El Dorado.
- In der dritten Staffel gibt es eine Anspielung auf James Caans Rolle als Santino in Der Pate, wo Ed Deline jedoch verneint, diesen Film gesehen zu haben.
- In der fünften Staffel gibt es einen Gastauftritt von Larry Manetti und Roger E. Mosley. Beide haben an der Seite von Tom Selleck in der TV-Serie Magnum die Rollen des Rick und T.C. gespielt.

## Auszeichnungen
Mac Davis und Charlie Clouser gewannen 2004 und 2005 den BMI Film & TV Award. John E. Nordstrom wurde 2004 mit ASCAP Award ausgezeichnet. Für ihr Produktionsdesign wurde Las Vegas zweimal für den Art Directors Guild nominiert.